# Juan Rexach

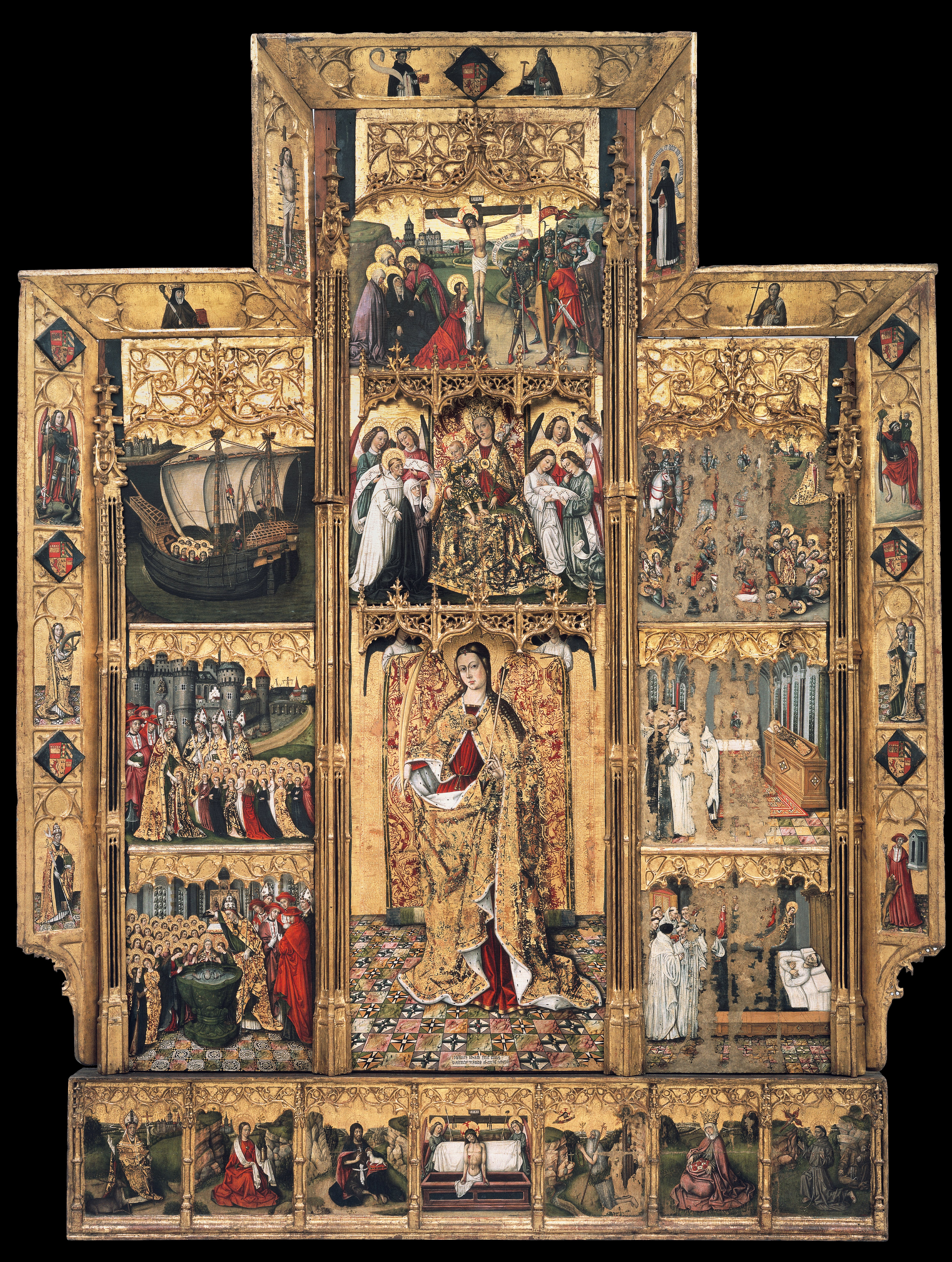
Retablo de santa Úrsula y las once mil vírgenes, 1468, temple, óleo y pan de oro sobre tabla, 373 x 286 x 18 cm, Barcelona, Museo Nacional de Arte de Cataluña. Firmado al pie de la santa.

Juan Rexach o Juan Reixach (fl. 1431-1482/1495) fue un pintor español formado en el estilo gótico internacional, activo en la Corona de Aragón. Avecindado en Valencia desde 1437, en contacto con Jacomart asimiló las novedades del estilo hispanoflamenco del que ambos pintores serán principales impulsores en el Reino de Valencia.

## Biografía
Nacido posiblemente en Barcelona y hacia 1411, fue hijo del escultor catalán Llorenç Reixac, que en 1447 aparece registrado en Valencia como ciudadano de Barcelona en un documento referido al hijo, al que nombraba su procurador. Documentado por primera vez en Zaragoza en 1431, desde 1437 se le encuentra trabajando en Valencia. Relacionado con Jacomart, aunque con un estilo más tosco y sin llegar a desprenderse por completo del gusto narrativo propio del gótico internacional, cuando aquel marchó a Nápoles, en 1442, dejando inacabado un retablo dedicado a San Miguel para la localidad de Burjasot, fue contratado para finalizarlo, encargo del que puede proceder la más temprana de las obras de Reixach conservadas: el San Miguel Arcángel de la Galleria Parmeggiani en Reggio Emilia.

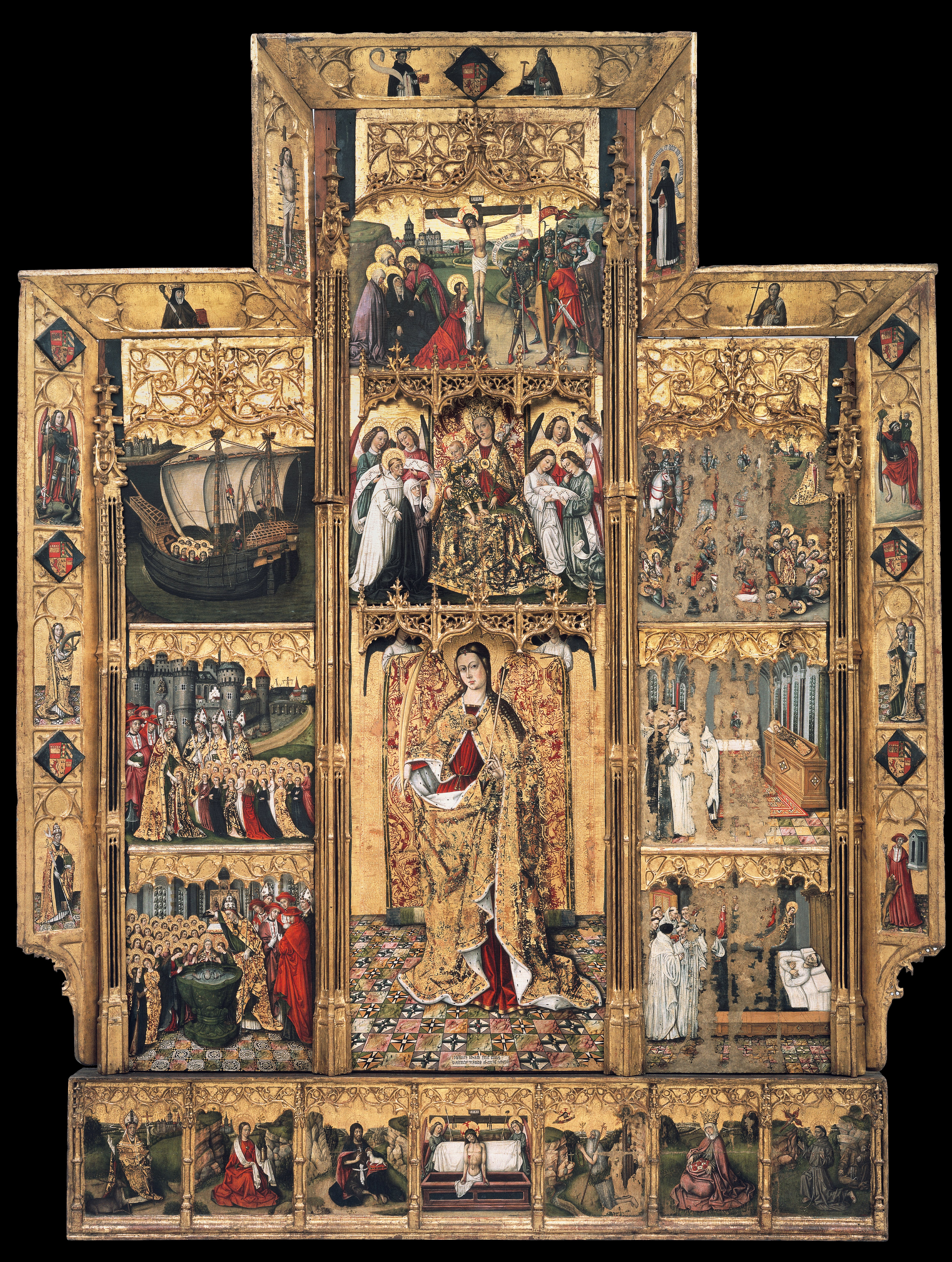
Retablo de santa Úrsula y las once mil vírgenes, 1468, temple, óleo y pan de oro sobre tabla, 373 x 286 x 18 cm, Barcelona, Museo Nacional de Arte de Cataluña. Firmado al pie de la santa.

Entre las obras que se le atribuyen se encuentran los siguientes retablos:
- El de Santa Úrsula y las once mil vírgenes, procedente de la capilla de Santa Úrsula de la iglesia del monasterio de Santa María de Poblet, actualmente en el Museo Nacional de Arte de Cataluña, Barcelona.[3] Aparece su firma en un cartellino a los pies de la santa.
- El de la Epifanía, procedente del convento agustino de Rubielos de Mora (Teruel), también en el Museo Nacional de Arte de Cataluña,[6] donde se conservan otras dos tablas atribuidas a Rexach: una Santa Margarita, posiblemente procedente de Bocairente, y un Padre Eterno, ático de un retablo procedente del santuario de San Pablo de Albocácer (Castellón).
- Tablas procedentes de un retablo de la cartuja de Porta Coeli ingresadas en el Museo de Bellas Artes de Valencia a raíz de la desamortización de Mendizábal (predela con escenas de la Pasión, tablas con profetas y reyes de Israel y Dormición de la Virgen.
- El de San Martín, para la catedral de Segorbe.
- Retablo de Santa Catalina mártir en la iglesia parroquial de Nuestra Señora, Villahermosa del Río.
- Tabla con la Crucifixión y la Virgen con el Niño entronizada con ángeles, en el Museo Norton Simon de Pasadena (California).[7]
- El díptico de la Anunciación, (118 x 110 cm cada tabla) documentado en 1458, actualmente en el Museo Nacional de Bellas Artes (Chile), procedente del retablo del Hospital de Villarreal.
- El Museo del Prado conserva una tabla de San Antonio Abad (1450.1460) que pudo formar parte de un retablo de la iglesia de San Antonio Abad en Valencia. La tabla fue donada al museo en el año 2013 por Várez Fisa.

Rexach tiene un gran sentido decorativo, optando por los grandes formatos y el tratamiento monumental de la figura.